# Unione Sportiva Cagliari 1958-1959
Questa pagina raccoglie i dati riguardanti l'Unione Sportiva Cagliari nelle competizioni ufficiali della stagione 1958-1959.

## Rosa
| N. |                   | Ruolo | Calciatore           |
| -- | ----------------- | ----- | -------------------- |
|    | Italia (bandiera) | P     | Sergio Bertola       |
|    | Italia (bandiera) | P     | Piero Persico        |
|    | Italia (bandiera) | D     | Mauro Simeoli        |
|    | Italia (bandiera) | D     | Mario Tiddia         |
|    | Italia (bandiera) | D     | Elio Letari          |
|    | Italia (bandiera) | D     | Gabriele De Toni     |
|    | Italia (bandiera) | C     | Umberto Serradimigni |
|    | Italia (bandiera) | C     | Antonio Colomban     |
|    | Italia (bandiera) | C     | Franco Loriga        |
|    | Italia (bandiera) | C     | Emilio Busetto       |

| N. |                   | Ruolo | Calciatore           |
| -- | ----------------- | ----- | -------------------- |
|    | Italia (bandiera) | C     | Giovanni Sanna       |
|    | Italia (bandiera) | C     | Antonio Congiu       |
|    | Italia (bandiera) | C     | Luigi Bertoli        |
|    | Italia (bandiera) | C     | Emiliano Farina      |
|    | Italia (bandiera) | C     | Arnaldo Loi          |
|    | Italia (bandiera) | C     | Salvatore Cesaracciu |
|    | Italia (bandiera) | A     | Sergio Crovi         |
|    | Italia (bandiera) | A     | Gianni Meanti        |
|    | Italia (bandiera) | A     | Giancarlo Mezzalira  |
|    | Italia (bandiera) | A     | Carlo Regalia        |

## Risultati

### Serie B

#### Girone di andata
| 8 gennaio 1958 1ª giornata | Brescia | 1 – 1 | Cagliari |  |

| 28 settembre 1958 2ª giornata | Cagliari | 0 – 0 | Zenit Modena |  |

| 5 ottobre 1958 3ª giornata | Cagliari | 2 – 1 | Prato |  |

| 12 ottobre 1958 4ª giornata | Como | 1 – 3 | Cagliari |  |

| 19 ottobre 1958 5ª giornata | Parma | 5 – 1 | Cagliari |  |

| 26 ottobre 1958 6ª giornata | Cagliari | 2 – 2 | Atalanta |  |

| 2 novembre 1958 7ª giornata | Cagliari | 2 – 1 | Simmenthal-Monza |  |

| 16 novembre 1958 8ª giornata | Taranto | 2 – 1 | Cagliari |  |

| 23 novembre 1958 9ª giornata | Messina | 2 – 0 | Cagliari |  |

| 30 novembre 1958 10ª giornata | Cagliari | 1 – 1 | Catania |  |

| 7 dicembre 1958 11ª giornata | Cagliari | 1 – 0 | Palermo |  |

| 14 dicembre 1958 12ª giornata | Novara | 4 – 4 | Cagliari |  |

| 21 dicembre 1958 13ª giornata | Reggiana | 1 – 1 | Cagliari |  |

| 15 dicembre 1946 14ª giornata | Cagliari | 0 – 1 | Lecco |  |

| 4 gennaio 1959 15ª giornata | Cagliari | 3 – 2 | Vigevano |  |

| 11 gennaio 1959 16ª giornata | Verona | 1 – 2 | Cagliari |  |

| 18 gennaio 1959 17ª giornata | Venezia | 5 – 1 | Cagliari |  |

| 25 gennaio 1959 18ª giornata | Cagliari | 1 – 0 | Sambenedettese |  |

| 1º febbraio 1959 19ª giornata | Marzotto Valdagno | 1 – 0 | Cagliari |  |

#### Girone di ritorno
| 8 febbraio 1959 20ª giornata | Cagliari | 3 – 0 | Brescia |  |

| 15 febbraio 1959 21ª giornata | Zenit Modena | 0 – 0 | Cagliari |  |

| 22 febbraio 1959 22ª giornata | Prato | 0 – 0 | Cagliari |  |

| 1º marzo 1959 23ª giornata | Cagliari | 2 – 0 | Como |  |

| 8 marzo 1959 24ª giornata | Cagliari | 3 – 0 | Parma |  |

| 15 marzo 1959 25ª giornata | Atalanta | 4 – 1 | Cagliari |  |

| 19 marzo 1959 26ª giornata | Simmenthal-Monza | 1 – 1 | Cagliari |  |

| 22 marzo 1959 27ª giornata | Cagliari | 1 – 1 | Taranto |  |

| 29 marzo 1959 28ª giornata | Cagliari | 2 – 1 | Messina |  |

| 5 aprile 1959 29ª giornata | Catania | 0 – 0 | Cagliari |  |

| 12 aprile 1959 30ª giornata | Palermo | 3 – 0 | Cagliari |  |

| 19 aprile 1959 31ª giornata | Cagliari | 1 – 2 | Novara |  |

| 26 aprile 1959 32ª giornata | Cagliari | 2 – 1 | Reggiana |  |

| 3 maggio 1959 33ª giornata | Lecco | 1 – 0 | Cagliari |  |

| 10 maggio 1959 34ª giornata | Vigevano | 1 – 1 | Cagliari |  |

| 17 maggio 1959 35ª giornata | Cagliari | 1 – 1 | Verona |  |

| 24 maggio 1959 36ª giornata | Cagliari | 1 – 0 | Venezia |  |

| 31 maggio 1959 37ª giornata | Sambenedettese | 2 – 0 | Cagliari |  |

| 6 giugno 1959 38ª giornata | Cagliari | 2 – 0 | Marzotto Valdagno |  |

## Statistiche

### Statistiche di squadra
| Competizione | Punti | In casa | In casa | In casa | In casa | In casa | In casa | In trasferta | In trasferta | In trasferta | In trasferta | In trasferta | In trasferta | Totale | Totale | Totale | Totale | Totale | Totale | DR |
| Competizione | Punti | G       | V       | N       | P       | Gf      | Gs      | G            | V            | N            | P            | Gf           | Gs           | G      | V      | N      | P      | Gf     | Gs     | DR |
| ------------ | ----- | ------- | ------- | ------- | ------- | ------- | ------- | ------------ | ------------ | ------------ | ------------ | ------------ | ------------ | ------ | ------ | ------ | ------ | ------ | ------ | -- |
| Serie B      | 43    | 19      | 12      | 6       | 1       | 31      | 14      | 19           | 3            | 7            | 9            | 17           | 34           | 38     | 15     | 13     | 10     | 48     | 48     | 0  |
| Coppa Italia |       | -       | -       | -       | -       | -       | -       | 1            | 0            | 0            | 1            | 0            | 1            | 1      | 0      | 0      | 1      | 0      | 1      | -1 |
| Totale       |       | 19      | 12      | 6       | 1       | 31      | 14      | 20           | 3            | 7            | 10           | 17           | 35           | 39     | 15     | 13     | 11     | 48     | 49     | -1 |

### Statistiche dei giocatori
| Giocatore       | Serie B  | Serie B | Coppa Italia | Coppa Italia | Totale   | Totale |
| Giocatore       | Presenze | Reti    | Presenze     | Reti         | Presenze | Reti   |
| --------------- | -------- | ------- | ------------ | ------------ | -------- | ------ |
| S. Bertola      | 3        | -4      | 1            | -1           | 4        | -5     |
| L. Bertoli      | 26       | 0       | 1            | 0            | 27       | 0      |
| E. Busetto      | 19       | 2       | -            | -            | 19       | 2      |
| S. Cesaracciu   | 1        | 0       | 1            | 0            | 2        | 0      |
| A. Colomban     | 24       | 2       | 1            | 0            | 25       | 2      |
| A. Congiu       | 34       | 7       | 1            | 0            | 35       | 7      |
| S. Crovi        | 8        | 1       | 1            | 0            | 9        | 1      |
| G. De Toni      | 26       | 1       | -            | -            | 26       | 1      |
| E. Farina       | 6        | 1       | 1            | 0            | 7        | 1      |
| Hellies         | -        | -       | 1            | 0            | 1        | 0      |
| E. Letari       | 32       | 0       | -            | -            | 32       | 0      |
| A. Loi          | 1        | 0       | 1            | 0            | 2        | 0      |
| F. Loriga       | 33       | 1       | 1            | 0            | 34       | 1      |
| Marras          | -        | -       | 1            | 0            | 1        | 0      |
| G. Meanti       | 21       | 5       | -            | -            | 21       | 5      |
| G. Mezzalira    | 30       | 4       | -            | -            | 30       | 4      |
| P. Persico      | 35       | -44     | 1            | 0            | 36       | -44    |
| C. Regalia      | 32       | 15      | -            | -            | 32       | 15     |
| G. Sanna        | 17       | 1       | -            | -            | 17       | 1      |
| U. Serradimigni | 26       | 2       | -            | -            | 26       | 2      |
| M. Simeoli      | 30       | 0       | -            | -            | 30       | 0      |
| M. Tiddia       | 14       | 0       | -            | -            | 14       | 0      |